# طول
الطول قياس بعد واحد، مثلًا طول حبل أو شارع. يقاس بوحدات الطول مثل المتر أو الياردة ومضاعفاتها أو أجزائها. وقد يكون تعبيرًا لقياس الوقت والزمن، مثل طول اليوم هو 24 ساعة، أو طول العمر أو اجتماع ما فيقاس بالسنة ومضاعفاتها أو أجزائها من شهر أو شهر أو أسبوع أو يوم أو ساعه أو دقيقة. وقد يكون الطول أيضًا تعبيرا يطلق على بُعد من أبعاد الأشكال والأجسام مثل طول المستطيل وعكسه عرضه واعني هنا الجهة.

## العرض

لافتة مرورية تبيّن العرض الأقصى المسموح به على طريق معيّن.

صنع الطول بطريقة كلاسيكية

العرض مسافة القياس أفقيا.